# 대한민국-유럽 연합 관계
유럽연합 (EU)과 대한민국 (대한민국)은 중요한 무역 파트너이다. 한국은 EU의 9번째로 큰 상품 수출 시장이며 EU는 한국의 3번째로 큰 수출 대상국이다. 두 사람은 2011년 말 발효된 자유 무역 협정에 서명했다. 또한 한국은 2020년 현재 경제, 정치, 안보를 아우르는 3대 협정이 발효된 세계 유일의 국가이다.

## 계약
EU-한국 최초의 협정은 관세 문제에 대한 협력 및 상호 행정 지원에 관한 협정(1997년 5월 13일 서명)이었다. 이 계약을 통해 두 당사자 간에 경쟁 정책을 공유할 수 있다. 두 번째 협정은 무역과 협력에 관한 기본협정(2001년 4월 1일 제정)이다. 이 정책의 골조는 운송, 에너지, 과학 및 기술, 산업, 환경 및 문화를 포함한 여러 산업에 대한 협력을 증가시키려는 것이다.
연장된 협상에 이어 EU와 한국은 2010년에 새로운 기본 협정과 자유 무역 협정 (FTA)에 서명했다. 이는 유럽 연합이 아시아 국가와 체결한 최초의 FTA이며 사실상 모든 관세와 많은 비관세 장벽을 제거했다. 이를 바탕으로 EU와 한국은 2010년 10월 양국 관계를 전략적 동반자 관계로 격상시키기로 결정했다. 이러한 계약은 2011년에 발효되었다.

## 회의
한-EU 정상회담은 2002년(코펜하겐), 2004년(하노이), 2006년(헬싱키) ASEM 회의와 별도로 열렸다. 2009년 서울에서 첫 단독 양자회담이 열렸다. 유럽의회 한국관계대표단은 연 2회 방한해 한국 대표단과 협의한다. 외교장관급 회의는 ASEAN 지역별 회의와 별도로 연 1회 이상 개최되지만, 한국 외교장관과 EU 고위대표 간의 회의는 G20 회의 등에서 더 자주 발생했다. 공무원 간의 임시 회의는 거의 매달 개최된다.

## 거래
2017년 양 당사자 간의 상품 교역액은 약 1,000억 유로였다. EU는 한국 상품의 3대 수입국이며 한국은 EU 상품의 9위 수입국이다.
| 2016년 EU – 한국 무역 | 2016년 EU – 한국 무역 | 2016년 EU – 한국 무역 | 2016년 EU – 한국 무역 |
| 무역의 방향           | 상품                  | 서비스                | 투자 주식             |
| --------------------- | --------------------- | --------------------- | --------------------- |
| EU에서 한국으로       | 441억 유로            | 126억 유로            | 503억 유로            |
| 한국에서 EU로         | 417억 유로            | 66억 유로             | 192억 유로            |

## 추가 자료
- 한국의 외교
- 유럽 연합의 대외 관계
- 북한-유럽연합 관계

## 같이 보기
- 대한민국의 대외 관계